# أحداث الأول من يناير عام 1800
أحداث الأول من يناير عام 1800، كانت معركة بحرية من معارك شبه الحرب التي وقعت مقابل سواحل هايتي بالقرب من جزيرة غوناف في خليج ليوغان. وقد دارت هذه المعركة بين قافلة أمريكية تضم أربعة سفن تجارية وبمرافقتها السفينة الشراعية للبحرية الأمريكية يو اس اس إكسبرمنت، وبين سرب من المراكب المسلحة التي يديرها الهايتيون (سكان هايتي) وتعرف ببيكارونز.
وقد كلف أندريه ريغو الجنرال الفرنسي قواته لمهاجمة جميع سفن الشحن الأجنبية ضمن نطاق عملياتها. ووفقاً لذلك، اقتربت السفينة الشراعية إكسبرمنت وقافلة السفن التجارية التي رافقتها من جزيرة غوناف وقام البيكارونز بمهاجمتهم، ومن ثم استولوا على اثنين من السفن الأمريكية قبل انسحابها. وتمكنت السفينة إكسبرمنت من الحفاظ على اثنين من السفن في قافلتها ومن ثم قادتهم إلى موانئ آمنة. ومن الجانب الأمريكي، كان القبطان ماري القتيل الوحيد من ذلك المركب الشراعي. وبالرغم من تلقي البيكارونز خسائر فادحة خلال هذه المعركة، إلا انهم لايزالون أقوياء بما فيه الكفاية لمواصلة إلحاق الضرر بالسفن الأمريكية في المنطقة. لم تتوقف حينها هجمات البيكارونز إلا بعد أن أجبر ريغو التخلي عن السلطة على يد قوات توسان لوفرتير وهو زعيم الثورة في هايتي عام 1791.

## خلفية
نجحت ثورة العبيد ضد الاستعمار الفرنسي مع مطلع الثورة الهايتية في عام 1791 ثم عرفت باسم سانت دومينيك، وقد أتاحت الفرصة للسكان للسيطرة على الحكومة.
فعلى الرغم من نجاحها في إزالة السلطات الاستعمارية الفرنسية إلا ان الأحزاب السياسية المختلفة التي سيطرت على هذه المستعمرة كانت منقسمة وسرعان ما نشبت بينهم المعارك.
وبحلول عام 1800 كانت حرب السكاكين بين أندريه ريغو الموالي الفرنسي وتوسان لوفرتير المؤيد للحكم الذاتي في أوجها مما أدى إلى انقسام سانت دومينيك إلى قسمين حيث يسيطر ريغو على الجزء الجنوبي من سانت دومينيك في حين يسيطر لوفرتير على بقية المستعمرة الفرنسية. وبسبب الحاجة إلى الإمدادات واللوازم، كانت قوات ريغو تهاجم كل سفينة غير فرنسية قد تمر بهم.
وفي الوقت نفسه من حرب السكاكين، تشاركت الولايات المتحدة وفرنسا في نوبة من الحرب البحرية المحدودة في منطقة البحر الكاريبي كجزء من شبه الحرب. وفي أواخر ديسمبرمن العام 1799 كانت المركبة الشراعية الأمريكية المسلحة (إكسبرمنت) مرافقة في إطار قافلة من السفن الشراعية المسماة بدانييل وماري والمركب الشراعي المسمى بسي فلاور (زهرة البحر) وماري وواشنطن[ ؟ ] للحيلولة دون القبض عليهم بواسطة القراصنة الفرنسيين. تم القبض على القافلة في الواحد من يناير(كانون الثاني) 1800 مع هدوء أمواج البحر في الجانب الشمالي من جزيرة غوناف التي تعرف في وقتنا الحالي بجزيرة هايتي الواقعة في خليج ليوغان. أرسل ريغو عندما توقفت القافلة لقلة الرياح إحدى عشرة مركبة مسلحة لمهاجمة السفن الأمريكية والاستيلاء عليها.
يمتلك طاقم السفن التجارية الأمريكية الأسلحة الصغيرة فقط في حين أن مرافقتهم (الإكسبرمنت) كانت أكثر قوة منها. وبأمر من وليام ميلي، زودت المركبة الشراعية (إكسبرمنت) التي تزن 135 طن ب 12 من أسلحة ال 6 باوندر وأكملت ب 70 رجلاً . وبالمقارنة، تتألف قوة الهجوم الأول بواسطة ريغو من إحدى عشرة مركبة حيث يتكون طاقمها من 40 إلى 50 من الرجال وجميعهم في السفينة الأصغر بينما يكون هناك 60 أو 70 في السفينة الأكبر. وسيِّرت هذه المراكب اساسا بواسطة المجاذيف حيث يوجد 26 منها في كل سفينة. وقد كانت كل واحدة من سفن الهايتيين (سكان هايتي) مجهزة بأنواع مختلفة من البنادق الدوارة ومدافع الأربعة باوندر، ومع أكثر السفن المسلحة باثنين أو ثلاثة مدافع وكذلك الأسلحة الصغيرة. فبالإضافة إلى السفن التي أُعدت لمهاجمة القافلة، كان لديهم المزيد من المراكب والرجال المجاورين الذين يمكن للهايتيين استدعائهم وقت الحاجة. كان مجموع المركبات حوالي ال37 مركبة و1500 من الرجال تحت تصرف ريغو إلا أن الأمريكيين كانوا لا يعلمون بذلك خلال الهجمات. وتشكل المراكب الهايتية تهديداً بسيطاً على القافلة عندما تهاجمها فردياً، في حين أنها تتمكن من الاستيلاء على السفن الأمريكية والقبض عليها بسهولة عندما تهاجمها بصورةٍ جماعية إذا ما تمكنوا من الصعود إليها.

## المعركة
أبقت المركبة الأمريكية (إكسبرمنت) منافذ أسلحتها مغلقة وعبرت كسفينة تجارية، بينما أبحر الهايتيين قريباً من القافلة بقصد الصعود والتقاط جميع السفن الخمس. وبمجرد تواجد الهايتيين في نطاق الماسكيت التابعة للسفن الأمريكية قاموا بإطلاق النار عليهم، ومن جهتها أعادت الإكسبرمنت إطلاق النار عليهم. كما أطلق الأمريكيون قنبلة عنقودية مما خلفت دمارا كبيرا بين مراكب الهايتيين ومما أجبرهم على الانسحاب. وبقوا بمعزل عن القافلة الأمريكية لمدة 30 دقيقة قبل دفعهم المركب إلى جزيرة قريبة من غوناف ليحطوا جرحاهم ويجمعوا تعزيزاتهم. جهز البيكارونز ثلاثة مراكب أخرى وطواقم جديدة للاعتداء على القافلة الأمريكية مرة أخرى. فقسموا أنفسهم إلى ثلاثة أساطيل في كل منها أربعة مراكب ووضعوا خطة لمهاجمة الإكسبرمنت. هاجم القسم الأقرب للوسط جانبي السفينة الحربية الأمريكية في حين اعتدى القسم المتواجد في الجزء الخلفي على مؤخرة السفينة. وخلال فترة ركود المعركة جهزت السفينة إكسبرمنت نفسها لمواجهة اعتداء البيكارونز القادم حيث تم وضع جنود مسلحين في مواقع دفاعية وحشوا البندقية الرئيسية ورفعوا شبكة صعود السفينة. وهكذا عندما هاجم الهايتيين السفينة الحربية الأمريكية مرة أخرى كانت مستعدة تماما لصد أي محاولة في الصعود لها.
استمرت معركة الإكسبرمنت مع سفن الهايتيين لمدة ثلاث ساعات مما أدى إلى إغراق سفينتان وقتل عدد كبير من البيكارونز. بينما تركت اثنتين من السفن السفينة الحربية وذهبت تهاجم السفن التجارية. وتخطط هذه المراكب لحماية نفسها من الإكسبرمنت عن طريق الإبحار خلف سفينة ماري الشراعية التي كانت بين المركبتين والسفينة الحربية. فصعد الهايتيون إلى سفينة ماري وقتلوا القبطان قم وقفز العديد من طاقم السفينة إلى البحر بينما اختبأ البقية في جوف السفينة. حاول الزورق الثاني أخذ المراكب دانييل وماري الا انها أُغرقَت من قبل نيران الاكسبريمنت. وبمجرد أن صعد الهايتيين على متن سفينة ماري إلا ان الإكسبرمنت أطلقت عليها النار إضافة إلى القنبلة العنقودية مما دفع البيكارونز للفرار.
وتراجع أسطول[ ؟ ] هاييتي بأكمله إلى غوناف مرة أخرى وتم استبدال أفراد طاقمها المصابين بطاقم جديد. وبما أن السفن دانييل وماري وواشنطن قد جنحت بعيدا عن القافلة، قام الهايتيون بالتخطيط لمهاجمتهم. وأصبحت السفينتان المدنيتان بعيدة عن الحماية من نيران الإكسبرمنت وتخلى عنها ركابها وطواقمها وفروا إلى السفينة الحربية الأمريكية. صعد الهايتيون على متن تلك السفينتين ونهبوها ومن ثم أقلّتهم بعيداً عن الاكسبريمنت. ويمكن للاكسبريمنت أن تقترب بما فيه الكفاية من هذه المراكب لمهاجمتها بمدفعها ولكن لا يمكنها مطاردة تلك السفن. ابتعدت السفينتان عن أسطولهما الرئيسي ووضعهم في موقع لأخذ سفينتي ماري وزهرة البحر إذا ما ابتعدت عنهم الاكسبريمنت. وفي نهاية المطاف نجحت بقايا القافلة في الوصول إلى ليوغان حيث كانوا مراقبين بواسطة القنصل الأمريكي.

## آثار المعركة
نجحت ليو إس إس إكسبرمنت في حماية اثنتن من القوافل، بينما تمكّن البيكارونز من الاستيلاء على السفينتين الأخريين. ومن الجانب الأمريكي فقد قُتل قبطان سفينة ماري. وقد جُرح أيضا من الأمريكيين اثنان هما مدني واحد وديفيد بورتر نائب قائد الإكسبرمنت الذي أُصيب في ذراعه خلال المواجهات. وبالمقابل فقد خسر الهايتيون اثنين من المراكب وعدد كبير من الضحايا. وقد هاجم بيكارونز ريغو قافلة أمريكية أخرى فيما بعد في العام نفسه واستمروا في مضايقة مرور السفن الأمريكية حتى أطاح سانت دومينيك بريغو في نهاية حرب السكاكين. وبعد فراره إلى غوادلوب غادر إلى فرنسا على سفينة ديان ولكن تم القبض عليه وأخذه إلى سانت كيتس عندما اعترضتها الاسكبرمنت في 1 تشرين الأول 1800.
أثبتت هذه المواجهات بعض الأمور المثيرة للجدل في الولايات المتحدة حيث أشار عدد من الضباط في تقارير أن قائد مركبة الإكسبرمنت الملازم ميلي قد ظهر عليه الجبن خلال الاشتباك. كما صرح الملازم بورتر أن ميلي أصر على الاستسلام للبيكارونز فور وصولهم. وقد زُعم أن ميلي اعتقد أن الوضع ميؤوس منه بسبب العدد الهائل من الهايتيين المؤيدين لفرنسا الذين كانوا يهاجمون القافلة، وكان قد حاول إنزال العلم (إشارة معترف بها عالميا على الاستسلام).
وأشادت تقارير الضباط أيضا ببورتر، حيث ذكرت أنه أنقذ الإكسبرمنت وقافلتها من خلال مبادرته الخاصة بتجاهل روح ميلي الانهزامية وحث طاقم السفينة على القتال. اختلف مسؤولون أميركيون آخرون مثل القنصل الأمريكي في ليوغان مع اتهامات بورتر الموجهة لميلي، حيث أثنوا على ميلي لشجاعته. وقد وُجِّهت تهديدات من محكمة عسكرية ضد ميلي، إلا أنه لم يوجد أية اتهامات رسمية بشأن الحادثة. وفي 16 من يوليو 1800 تم استبداله بعدما كان قائداً للإكسبريمنت ووضع تشارلز ستيوارت بدلا منه. ولازم هذا الحادث حياته المهنية حتى تقاعده.